# Paracentropyge multifasciata
Paracentropyge multifasciata è un pesce di acqua salata appartenente alla famiglia Pomacanthidae, unico appartenente al genere Paracentropyge.

## Distribuzione e habitat
È un abitante di reef e di lagune atollifere dell'Oceano Indo-Pacifico, nelle acque costiere delle Isole della Società fino alla Grande Barriera Corallina.

## Acquariofilia
Questa specie è commercializzata per l'allevamento in acquario.